# Kimbe Bay
Die Kimbe Bay ist eine große Bucht an der Nordküste Neubritanniens, die westlich von der Willaumez-Halbinsel und östlich von der Insel Duportail begrenzt wird. Sie liegt in der Provinz West New Britain Province von Papua-Neuguinea.
Die Bucht gehört zur Bismarcksee und ist etwa 110 km breit und etwa 60 km tief. Nordwestlich in der Bucht liegen die Inseln Garua Island, Schaumann Island, Binnen Islandund Restorff Island. Weiterhin bildet die Küste der Kimbe Bay weitere kleinere Buchten aus, so etwa den Garua Harbour, die Stettin Bay, die Commodore Bay und die Bangula Bay. Die für die Kimbe Bay namensgebende Hauptstadt der Provinz und neuntgrößte Stadt in Papua-Neuguinea Kimbe liegt an der Küste im westlichen Teil der Stettin Bay.
Durch die vorgelagerten Korallenriffe ist die Bucht ein wichtiger Ort der Artenvielfalt. Die Bucht gehört zum sog. Korallendreieck und 60 % der in der indopazifischen Zone vorkommenden Korallenarten sind hier heimisch, ebenso wie viele Arten von in Riffen lebenden Meeresfische. Aufgrund ihrer Schönheit ist die Kimbe Bay auch ein beliebter Tauchort.
Aufgrund des massiven Absterbens von Korallen weltweit aufgrund von Umweltverschmutzung, globaler Erwärmung und weiteren menschlichen Aktivitäten und hat die Korallenpopulation in der Kimbe Bay an Bedeutung gewonnen, da es als eines der letzten Refugien für Korallen gilt. Derzeit werden Anstrengungen unternommen, um die Auswirkungen des Menschen auf die Bucht zu begrenzen.